# Баян-Гол (улус)
Баян-Гол (рос. Баян-Гол) — улус Хоринського району, Бурятії Росії. Входить до складу Сільського поселення Удінське.
Населення — 334 особи (2015 рік).